# ربه‌کا لولین
 ربه‌کا لولین (انگلیسی: Rebecca Llewellyn؛ زاده ۵ اکتبر ۱۹۸۵) یک تنیس‌باز اهل بریتانیا است. 